# Eucinostomus
Eucinostomus és un gènere de peixos pertanyent a la família dels gerrèids.

## Descripció
- Fan entre 15 i 30 cm, segons l'espècie.
- Cos esvelt, comprimit lateralment i sense franges fosques.
- La segona espina dorsal és de mida inferior o igual a la distància entre l'extrem del musell i el marge posterior de l'ull.
- L'aleta pectoral no arriba a l'origen de l'aleta anal.
- Són, generalment, de color platejat.[2]

## Distribució geogràfica
Es troba a l'Atlàntic, el mar Carib i la costa americana del Pacífic.

## Taxonomia
- Eucinostomus argenteus (Baird & Girard, 1855)[4]
- Eucinostomus currani (Yáñez-Aranciba, 1980)[5]
- Eucinostomus dowii (Gill, 1863)[6]
- Eucinostomus entomelas (Yáñez-Aranciba, 1980)[5]
- Eucinostomus gracilis (Gill, 1862)[7]
- Eucinostomus gula (Quoy & Gaimard, 1824)[8][9]
- Eucinostomus harengulus (Goode & Bean, 1879)[10]
- Eucinostomus havana (Nichols, 1912)[11]
- Eucinostomus jonesii (Günther, 1879)[12]
- Eucinostomus lefroyi (Goode, 1874)
- Eucinostomus melanopterus (Bleeker, 1863)[13][14][15][16][17][18][19]